# Тома дель Моттароне

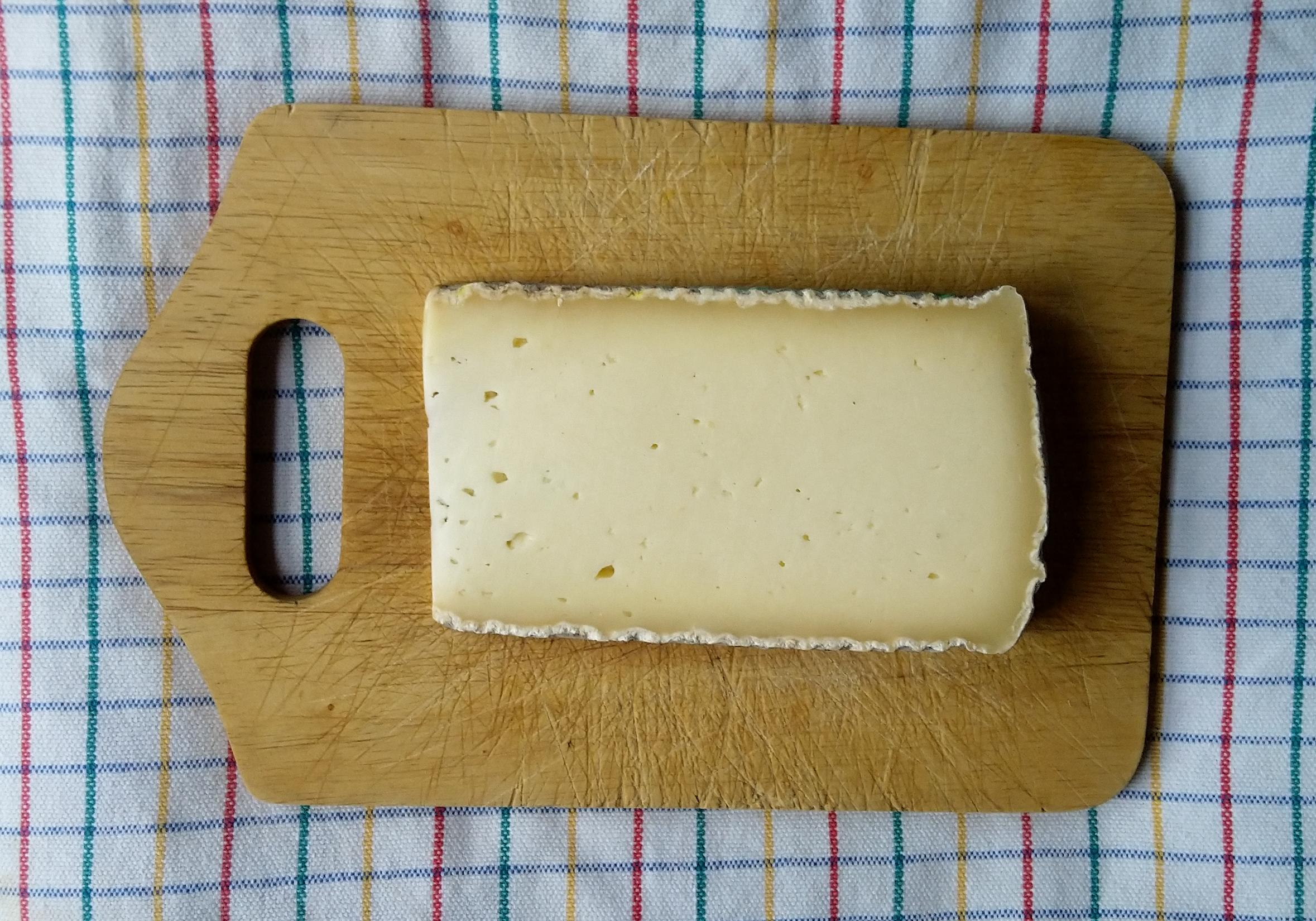
Нострано Моттароне

Тома дель Моттароне (італ. Toma del Mottarone), або Нострано Моттароне (італ. Nostrano Mottarone) — італійський напівтвердий сир з коров'ячого молока, виробляється у регіоні П'ємонт навколо гори Моттароне. Вважається одним з найкращих альпійських сирів у П'ємонті.

## Історія
Тома дель Моттароне має давню історію. Виробництво цього сиру є традиційним і сягає принаймні середньовічних століть.

## Технологія виробництва
Виробництво тісно пов'язано з альпійським простором і, зокрема, з пасовищами, на яких корови знаходяться влітку. Породи корів, від яких беруть молоко для виробництва це італ. Bruna Alpina та італ. Rossa Pezzata. Залежно від місця та техніки приготування, може вироблятись сир з більш або менш  інтенсивним смаком. Молоко з пасовищ Моттарону, особливо багате на вітамін А, не зазнає процесів пастеризації, згортається при температурі 36 °C. Потім сирну масу на деякий час залишають. Після цього сир доводять до температури 42 °C, поміщають у спеціальні форми та занурюють у розсіл на 24 години. Тома дель Моттароне витримується на гірських пасовищах, розташованих під вершиною Моттароне, щонайменше 2–3 місяці.

## Характеристика сиру
Голови сиру вагою 4–5 кг та діаметром 30 см. Завдяки високому вмісту вітаміну А у молоці, кінцевий колір сиру — солом'яно-жовтий або жовтувато-білуватий. Шкірка сиру неїстівна. Сир з дрібними і розсіяними отворами, м'якої консистенції. Аромат свіжого молока. Смак ніжний і солодкий, який, як правило, стає більш структурованим у міру старіння.

## Вживання
Сир вживають як самостійну страву. Він гарно поєднується з вином дольчетто, медом та трюфелями. Рідше сир додають у страви, наприклад ризото, його готують в населених пунктах розташованих навколо Моттароне, зокрема на берегах озер Орта та Маджоре.